# Pasija (2004.)
Pasija (eng. The Passion of the Christ) je američki biografsko-povijesni film iz 2004. koji prikazuje Isusovu muku i smrt. Redatelj je Mel Gibson. U filmu se govori aramejski, hebrejski i latinski jezik. Imao je tri nominacije za filmsku nagradu Oscar. Sniman je u Italiji, u gradovima Matera i Craco, u regiji Basilicata, i u studijima Cinecittà, u okolici Rima. Film je nadahnut knjigom Gorka muka Gospodina našega Isusa Krista.

## Radnja
Film govori o posljednjih 12 sati Isusa Krista i Njegovoj muci. Počinje Isusovom agonijom u Getsemanskom vrtu, dok apostoli spavaju pod stablima. Veliki svećenik Kaifa nudi Judi, da otkrije gdje se nalazi Isus, a zauzvrat će dobiti srebrnjake. Juda pristaje. 
Sotona nagovara Isusa, da odustane od ideje, da jedna osoba može otkupiti grijehe cijelog svijeta. Isus mu se odupire. Dolaze vojnici, Juda izdaje Isusa poljupcem. Petar uzima mač i pogodi uho stražara Malka, a Isus uzme uho i zacijeli ga. Marija se budi iz ružnog sna i predosjeća, da se nešto događa. Marija Magdalena je uz nju, a apostol Ivan im javlja, da je Isus uhićen.  Isus je odveden u Kaifinu palaču i trpi zlostavljanje. Juda se osjeća posramljeno. Demoni ga muče. Isus ugleda Mariju, Mariju Magdalenu i Ivana te se prisjeća zgode iz djetinjstva, kada je radio stol za bogataša i šalio se s Marijom. Isusa ispituju, muče i osuđuju na smrt. Petar je uplašen i zataji Isusa tri puta. Kaje se i plače. Juda želi ispraviti svoju pogrešku, ali ne uspijeva, odlazi iz grada i izvršava samoubojstvo vješanjem. Isusa dovede pred Poncija Pilata s ciljem da bude razapet po rimskom zakonu. Poncije Pilat ne vidi krivicu kod Isusa, želi ga pustiti, ali popusti pred pritiskom Židova i osudi Isusa, a pusti Barabu, mjesnog razbojnika. Isusa bičuju gotovo do smrti, vojnici ga ismijavaju i stavljaju mu trnovu krunu oko glave. Isus nosi teški križ po ulicama i pada pod njim tri puta. Marija, Marija Magdalena i Ivan promatraju to izdaleka, a kasnije mu Marija prilazi. Isus više ne može sam nositi križ pa vojnici traže od Šimuna Cirenca da pomogne nositi križ. On pristaje. Prilikom Isusova pada, prilazi mu Veronika i daje mu svoj rubac, da obriše krvavo lice. Na Veronikinom rupcu ostaje obris Isusova lica. Procesija nastavlja prema mjestu zvanom Golgota. Tamo Isusa pribijaju na križ i Isus visi između dva razbojnika. Onaj s lijeva ga moli za spas duše i govori da je Isus uistinu Sin Božji. Isus oprašta grijehe dobrom razbojniku i kaže mu da će još danas biti s njim u raju. Kako je Isusu sve teže, nebo postaje sve mračnije. Isus izražava žeđ, a rimski vojnik (kasnije je postao sv. Longin), nataplja spužvu octom i daje Isusu. Isus moli na aramejskom: "Bože moj, Bože moj, zašto si me ostavio?" "Eli, eli, lamai sabactani?" Zatim kaže: "Završeno je" i izdahne. Čuje se jaka grmljavina. Rimski vojnik Cassius lomio je noge razbojnicima kraj Isusa, ali Isusu nije, jer je već umro. No, probio mu je bok kopljem i tada poteku krv i voda te Cassius padne na koljena. Prisutni Rimljani i Židovi shvatili su, što su učinili.  Grom pogađa Jeruzalemski hram i prepolovljava ga. Kajfa u šoku plače. Sotona u dubinama pakla strahovito viče, znajući da je zauvijek poražen.
Isusa skidaju s križa, Marija ga prima u svoje ruke. Zatim je prikazana unutrašnjost groba, tri dana kasnije na Uskrs. Vidi se odvaljen kamen, jutarnja svjetlost. Uskrsli Isus otvara oči, ustaje i izlazi iz groba. Vide mu se rupe na ruci od čavala.

## Glavne uloge
- James Caviezel kao Isus
- Maia Morgenstern kao Djevica Marija
- Monica Bellucci kao Marija Magdalena
- Mattia Sbragia kao Kaifa
- Rosalinda Celentano kao Sotona
- Hristo Jivkov kao apostol Ivan
- Francesco DeVito kao apostol Petar
- Luca Lionello kao Juda Iškariotski

## Vanjske poveznice
- Pasija u internetskoj bazi filmova IMDb-a
- Vatikanski kardinali hvale 'Pasiju'[neaktivna poveznica] - CNN